# Barbara Kruger
Barbara Kruger (født 26. januar 1945 i Newark, New Jersey) er en amerikansk kunstner. Hun er mest kendt for sin collager, der består af sort-hvide fotografier med deklarative billedtekster, ofte i stilen helvetica. Fraserne i hendes værker inkluderer ofte pronominer som "you", "your", "I", "we" og "they", der omhandler kulturelle fænomæner som magt, identitet, forbrugerisme og seksualitet. Krugers værker omfatter fotografier, skulpturer, grafisk design og arkitektur samt video- og lydoptagelser.
Ved siden af sit arbejde med kunst er Barbara Kruger professor ved UCLA School of the Arts and Architecture i Los Angeles.
I 2024 åbnede hun udstillingen No Comment på kunstmuseet ARoS i Aarhus. Udstillingen løber frem til den 21. april 2025.